# アルトゥール・レンバ

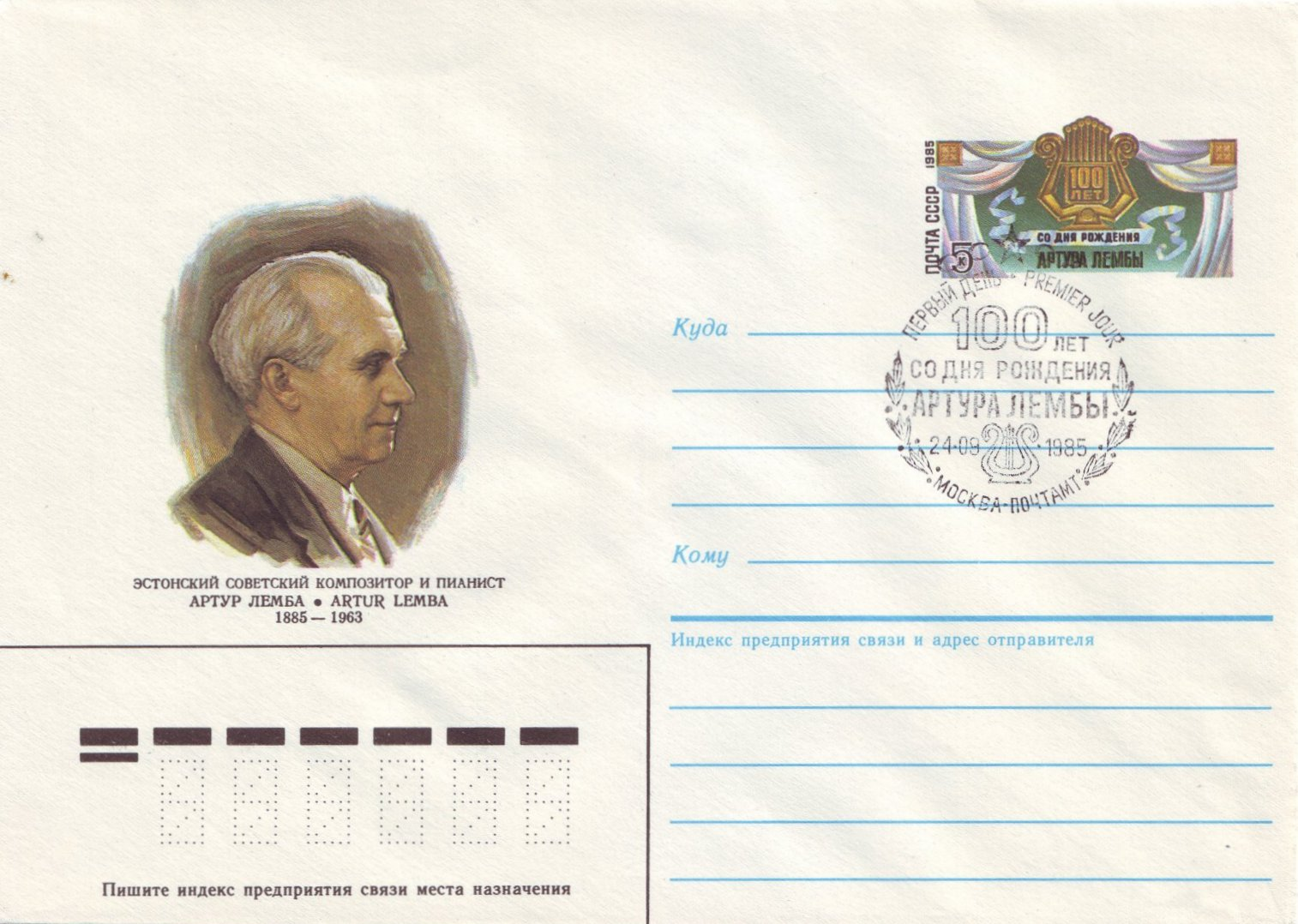
生誕100周年記念絵葉書

アルトゥール・レンバまたはアルトゥル・レムバ（Artur Lemba, *1885年9月24日 タリン - † 1963年11月21日 同地）はエストニアの作曲家。
有名なエストニア人音楽家の家庭に生まれ、家族とともにサンクトペテルブルクに転居。1908年までペテルブルク音楽院でニコライ・リムスキー＝コルサコフやアナトーリ・リャードフ、アレクサンドル・グラズノフらに師事。
1908年にサンクトペテルブルクで初演された《交響曲 第1番 嬰ハ短調》は、エストニア人作曲家による最初の交響曲である。またレムバ自身、兄のテオドルと並んで、エストニア人で最初のピアノ教授となり、1908年から1920年までロシア帝国においてピアノ教師として活動し、1915年からは教授に昇格した。
1920年にエストニアが独立すると、ペトログラードを去ってタリンに戻った。ヘルシンキで小休止をとった後、1923年から1962年までタリン音楽院（現・エストニア音楽アカデミー）の教授に就任。1923年から1939年まで新聞の批評欄で音楽評論家として健筆を振るう。
作品数は数多く、1931年には歌劇《Armastus ja surm》が、1934年には歌劇《Elga》が初演された。

## 主要作品一覧
- ピアノ協奏曲 第1番 ト長調（1905年、1910年改訂）
- 交響曲 第1番 嬰ハ短調（1908年、グラズノフに献呈）
- ヴァイオリンとピアノのための《愛の詩》
- 交響曲 第2番 ヘ短調（1923年）
- ピアノ協奏曲 第2番 ホ短調（1931年)
- ピアノ協奏曲 第3番 ヘ短調（1945年）
- ピアノ協奏曲 第4番 変ロ長調（1955年）
- ピアノ協奏曲 第5番（1960年）